# Рунк (Златна)
Рунк (рум. Runc) насеље је у Румунији у округу Алба у општини Златна. Oпштина се налази на надморској висини од 802 m.

## Становништво
Према подацима из 2011. године у насељу је живело 52 становника.